# Épieds (Eure)
Épieds é uma comuna francesa na região administrativa da Normandia, no departamento de Eure. Estende-se por uma área de 4,89 km². Em 2010 a comuna tinha 360 habitantes (densidade: 73,6 hab./km²).